# گاکوتو کوندو
گاکوتو کوندو (انگلیسی: Gakuto Kondo؛ زادهٔ ۱۰ فوریهٔ ۱۹۸۱) بازیکن فوتبال اهل ژاپن است.
از باشگاه‌هایی که در آن بازی کرده‌است می‌توان به باشگاه فوتبال ویسل کوبه اشاره کرد.